# Дніпровська агломерація
Дніпровська агломерація — агломерація з центром у місті Дніпро.

## Розташування
Простягається вздовж річки Дніпро 80 км на правому березі і 70 км — на лівому. Головні чинники створення і існування агломерації: річка Дніпро, перепуття головних транспортних шляхів, близькість центрів гірничої, металургійної і машинобудівної промисловості.

## Склад агломерації
Складається:
- з міст: Дніпро, Кам'янське, Самар, Вільногірськ, Синельникове.
- з районів: Дніпровський район, Кам'янський район, Самарівський район і Синельниківський район.

## Основні статистичні дані
Приблизна статистика:
- Чисельність населення — 1 859,5 тис. осіб.
- Площа — 12 887 км².
- Густота населення — 144,3 осіб/км².

Сайт citypopulation.de оцінює населення агломерації у 1390 тис. осіб (368 місце у світі). [Архівовано 4 липня 2010 у Wayback Machine.]

## Економічна характеристика
Є одним з найбільших промислових центрів України, який характеризується значним негативним антропогенним впливом на навколишнє середовище. Важкі метали займають пріоритетне місце в числі забруднювачів міського середовища, що підкреслювалося на міжурядовому рівні (Ріо-де-Жанейро, 1992 р.) і знайшло відображення в «Національній доповіді про стан навколишнього природного середовища в Україні у 1998 р.».